# Sieverstorstraße 41

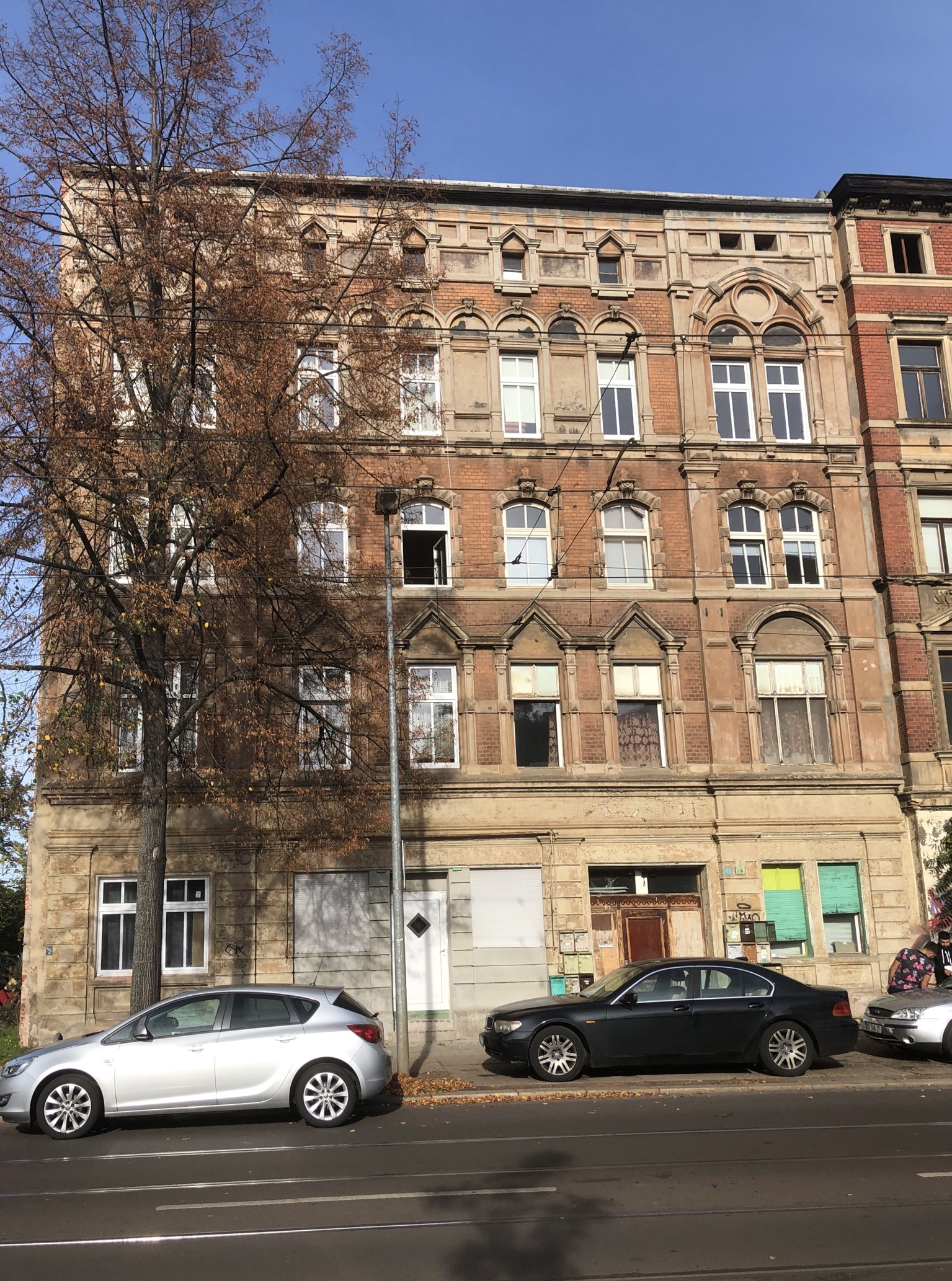
Haus Sieverstorstraße 41 im Jahr 2019

Das Haus Sieverstorstraße 41 ist ein denkmalgeschütztes Wohn- und Geschäftshaus in Magdeburg in Sachsen-Anhalt.

## Lage
Es befindet sich auf der Nordseite der Sieverstorstraße im Magdeburger Stadtteil Alte Neustadt. Unmittelbar östlich grenzt das gleichfalls denkmalgeschützte Haus Sieverstorstraße 40 an. Westlich befand sich bis etwa 2015 das Baudenkmal Sieverstorstraße 42. Auf der gegenüberliegenden Straßenseite liegt das Gelände der ehemaligen Bördebrauerei.

## Architektur und Geschichte
Das viereinhalbgeschossige Haus entstand nach einem Entwurf des Bauunternehmers Griesemann für den Malermeister Otto Ebert im Jahr 1887. Die repräsentative Gestaltung der Fassade erfolgte im Stil der Neorenaissance, wobei die Formensprache der italienischen Frührenaissance zitiert wird. Die Gliederung erfolgt durch üppig eingesetzte Putzelemente. Am dritten Obergeschoss finden sich als Rund- und Spitzbögen gestaltete Blenden. Links und rechts sind jeweils flache Seitenrisalite angeordnet. Das Gebäude verfügt über ein Mezzaningeschoss.
Im örtlichen Denkmalverzeichnis ist das Wohn- und Geschäftshaus unter der Erfassungsnummer 094 81855 als Baudenkmal verzeichnet.
Das Haus gilt als Bestandteil eines in Teilen erhaltenen gründerzeitlichen Straßenzuges als prägend für das Straßenbild.